# Didrik Bastian Juell
Didrik Bastian Juell (ur. 22 lutego 1990 w Oslo) – norweski narciarz dowolny, specjalizujący się w skicrossie. W 2014 roku wystartował na igrzyskach olimpijskich Soczi, gdzie zajął 15. miejsce w skicrossie. Zajął też między innymi 29. miejsce podczas mistrzostw świata w Deer Valley w 2011 roku. Najlepsze wyniki w Pucharze Świata, osiągnął w sezonie 2011/2012, kiedy to zajął 27. miejsce w klasyfikacji generalnej, a w klasyfikacji skicrossu był ósmy. W sezonie 2011/2012 wywalczył swoje pierwsze pucharowe podium, zajmując drugie miejsce w skicrossie we francuskiej miejscowości Contamines.

## Osiągnięcia

### Igrzyska olimpijskie
| Miejsce | Dzień     | Rok  | Miejscowość | Konkurencja | Zwycięzca             |
| ------- | --------- | ---- | ----------- | ----------- | --------------------- |
| 15.     | 20 lutego | 2014 | Soczi       | Skicross    | Jean Frédéric Chapuis |

### Mistrzostwa świata
| Miejsce | Dzień       | Rok  | Miejscowość | Konkurencja | Zwycięzca             |
| ------- | ----------- | ---- | ----------- | ----------- | --------------------- |
| 29.     | 4 lutego    | 2011 | Deer Valley | Skicross    | Christopher Del Bosco |
| 30.     | 10 marca    | 2013 | Voss        | Skicross    | Jean Frédéric Chapuis |
| 32.     | 10 stycznia | 2015 | Kreischberg | Skicross    | Filip Flisar          |

### Puchar Świata

#### Miejsca w klasyfikacji generalnej
- sezon 2010/2011: 110.
- sezon 2011/2012: 27.
- sezon 2012/2013: 100.
- sezon 2013/2014: 98.
- sezon 2014/2015: 146.

#### Miejsca na podium w zawodach
1. Contamines – 15 stycznia 2012 (skicross) – 2. miejsce
2. Grindelwald – 10 marca 2012 (skicross) – 3. miejsce
3. Arosa – 7 marca 2014 (skicross) – 3. miejsce